# 서정욱 (배우)
서정욱(1983년 1월 6일~)은 대한민국의 배우이다.

## 학력
- 부산고등학교
- 한양대학교 연극영화학 학사
- 중앙대학교 예술대학원 예술학 석사[2]

## 경력
- 2025년 극단 오퍼스 연출가
- 2023년 인덕대학교 연기예술학과 겸임교수
- 2020년 남예종예술실용전문학교 연기공연예술계열 외래교수
- 2018년 스타니슬라브스키 제8스튜디오 대표
- 2018년 남예종예술실용전문학교 연기공연예술계열 외래교수
- 2018년 한국문화예술교육총연합회 문화학교 강의전담교수
- 2016년 한국연예예술학교 연기교수

## 수상
- 2020년 문화예술인 대상[3]

## 논문
- 배우의 사실성(Actor's Reality)과 매체연기 -아메리칸 액팅 메소드 대표 3인을 중심으로-](2023년)[2]
- 배우의 사실성<한국영화교육학회>](2024년)[4]
- '배우의 사실성'을 위한 매체연기 훈련법 연구-아메리칸 액팅 메소드 대표 3인의 주요 테크닉 융합을 중심으로-<한국엔터테인먼트산업학회>](2025년)[5]

## 출연작

### 영화
- 《고양막걸리사수대작전》(2023년) - 이동욱 조사관 역
- 《가족여행》(2021년)- 석진 역
- 《카센타》(2019년) - 예리 남편 역
- 《응징자2》(2019년)- 동원 역
- 《기다리다》(2018년)- 상사 역
- 《데자뷰》(2018년)- 우진직원 1 역
- 《더 게스트》(2016년)- 남자 역
- 《마이 리틀 히어로》(2013년) - 기자 1 역
- 《서유기 리턴즈》(2011년) - 수행원 2 역

### 드라마
- 《호놀룰루 빨래방》(2020, KBS1)-진교 역
- 《트레인》(2020, OCN)
- 《태양의 계절》(2019, KBS2)- 강용순 역
- 《특별근로감독관 조장풍》(2019, MBC) -상도과장 역
- 《왼손잡이 아내》(2019, KBS2) - 오지훈 역
- 《우리가 만난 기적》(2018년, KBS2)
- 《별별 며느리》(2017년, MBC)
- 《무궁화 꽃이 피었습니다》(2017년, KBS1)
- 《돌아온 복단지》(2017년, MBC)
- 《그 여자의 바다》(2017년, KBS2)
- 《행복을 주는 사람》(2016년, MBC)
- 《울지 않는 새》(2015년, tvN)
- 《여왕의 꽃》(2015년, MBC)
- 《징비록》(2015년, KBS1)
- 《피노키오》(2014년, SBS)
- 《강력반》(2011년, KBS2)
- 《신기생뎐》(2011년, SBS)
- 《미세스 사이공》(2008년, KNN) - 범식 역

### 연극
- 《가장자리》-연출
- 《환절기》
- 《굿바이》-아들 역
- 《장남》-부시긴 역
- 《라이어》-존스미스 역
- 《라이어3》-이영호 역
- 《타인에게진심으로사과하는방법》-형 역
- 《러브액츄얼리》-한영준 역
- 《뉴보잉보잉》-조성기 역

### 뮤지컬
- 《비빔밥》-트로트 신씨 역
- 《담배가게아가씨》-현우 역
- 《상하이박》-길상 역

### MC
- 《서울시 찾아가는 옛날옛적에》(2021년)- 진행
- 《경기민요와 함께 하는 신명난 인생》(2023년)- 진행[6]
- 《서울 뮤직 & 댄스 페스티벌》(2023년)- 진행[7]
- 《청담컬처노믹스페스타》(2023년)- 진행
- 《제5회 청담문화예술제 》(2024년)- 진행

### 오디오북
- 《고 엘비스햄씨 이야기》(세계환상문학걸작선 제1권)- 낭독[8]
- 《목사의 검은 베일》(세계환상문학걸작선 제1권)- 낭독[9]
- 《얀 강가의 한가한 나날》(세계환상문학걸작선 제1권)- 낭독[10]
- 《자칼과 아랍인》(세계환상문학걸작선 제1권)- 낭독[11]
- 《마술 가게》(세계환상문학걸작선 제1권)- 낭독[12]

## 가족
- 배우자: 이윤주
- 딸: 서담희